# Vojna na morju (prva svetovna vojna)
Vojna na morju je bila eno izmed izredno pomembnih bojišč, ki je odločalo o zmagi in porazu udeleženk velike vojne. Že na samem začetku vojne je veliko močnejša zavezniška flota blokirala floto centralnih sil v Severnem in Jadranskem morju in ji tako onemogočalo izhod na odprto morje, kjer bi ogrožala strateško pomembne pomorske poti zaveznikov. Prav zaradi tega položaja so Nemci začeli uporabljati podmornice kar je vojno na morju za zmeraj spremenilo.

## Stanje mornarice na začetku vojne
V dvajsetih letih pred prvo svetovno vojno je ne področju ladjedelništva prišlo, do prave revolucije. Še posebej so izstopale vojaške ladje, njihovo število se je med letoma 1906 in 1914 skokovito povečalo. Spremenila pa se je tudi njihova struktura zaradi novih tipov ladij. Vzrok za to povečanje je bila oboroževalna tekma med svetovnimi velesilami. Na tem področju sta še posebej izstopala Združeno kraljestvo in Nemčija.
Nekakšno mejo med starimi in novimi bojnimi ladjami je postavila HMS Dreadnought, ki je bila splovljena 1906 v Angliji. Ladja je imela popolnoma novo in revolucionarno konstrukcijo, ki so jo v izredno kratkem času kopirale vse večje svetovne velesile. Tako so te tipi ladij postali znani kot drednoti. V primerjavi s starejšimi ladjami so bili drednoti trdneje grajeni in so imele močnejši oklep ter topništvo. Topovi so bili nameščeni v vrtljivih močno oklepljenih stolpih. Ti so se vrteli v vse smeri. Uspeh te ladje je bil tolikšen, da so vse bojne ladje pred letom 1906 postale v trenutku zastarele. Tako so vse mornarice v kar največji naglici začele graditi novi tip bojne ladje.
Do spremembe pa je prišlo tudi na področju vojskovanja. Rusko-japonska vojna je pokazala, da je taktika pomorskih bitk prerasla v dvoboje med topovi, ki so potekali na velikih razdaljah. Zato so začele pomorske velesile spreminjati strukturo svojih mornaric. V samem vrhu so bili drednoti, ki so predstavljali jedro mornarice Sledil jim je popolnoma nov tip ladij, bojne križarke, ki so bile nekoliko man oborožene in oklepljene kot drednoti vendar pa so bile zato veliko hitrejše. Temu tipu so sledile lahke križarke, ki so jih uporabljali kot podporo večjim bojnim skupinam ali za najrazličnejše samostojne akcije. Rušilec, prav tako nov tip bojne ladje je bila najhitrejša ladja med vsemi se je uporabljal za hitre torpedne napade in zaščito ladij. Kljub svoji skromni oborožitvi so se uporabljali za najrazličnejše naloge, njihova velika pomanjkljivost je bila skromen akcijski radij. Tik pred vojno pa so se je v vojnih mornaricah pojavilo novo plovilo, ki je obetalo izreden potencial. To so bile podmornice. Ta sprva narodna in nedovršena plovila so se v nekaj letih razvila v prave uničevalne stroje, ki so sejala strah in trepet med zavezniškimi ladjami. Njihovo glavno orožje je bilo torpedo, to je podmornici omogočalo napade pod morsko gladino. Prav zaradi takega načina bojevanja so zavezniki podmornico smatrali kot nečastno in nekonvencionalno orožje. Za Nemce pa je predstavljala zelo uporaben bojni stroj v spopadu z mogočno britansko mornarico. Razvili so se še drugi tipi ladij, kot so bili npr. minopolagalci.

## Prizorišča
Prva svetovna vojna je nenadoma izbruhnila 28. julija 1914. Takoj ko so se začeli boji na kopnem se se začeli, tudi boji na morju. Največjo vlogo so odigrali boji v vodah okoli Evrope in sicer v na Severnem morju, Atlantiku, Sredozemskem, Jadranskem, Baltskem in Črnem morju. Antanta je že od samega začetka imela prednost na morju, medtem, ko so bile flote centralnih sil zaprte v Severnem in Jadranskem morju od koder so se vsake toliko časa poizkušale prebiti na odprto morje.

### Severno morje
Severno morje je bilo glavno pomorsko bojišče saj je tam potekalo največ spopadov med nemško in britansko floto. Zardi geografskega položaja Nemčije je močnejša britanska flota ob začetku vojne blokirala nemško floto v Severnem morju in ji tako preprečila proti izstop na Atlantski ocean. Zato je nemška flota svoje bojne operacije omejila le na Severno morje, njeno ladjevje pa je večino časa preživelo v pristaniščih. Občasno so nemške ladje poskušale prebiti blokado vendar so bile pritem velikokrat neuspešne. Ker sta bili obe floti relativno močni in skoraj izenačeni sta se bali neposrednega spopada. V celotnem obdobju vojne je tako prišlo le do štirih velikih bitk: bitke v Holgolandskem zalivu, bitke pri Doggerski plitvini, bitke pri Jutlandiji in druge bitke v Holgolandskem zalivu. Kljub temu, da v nobeni izmed naštetih bitk ni bilo popolnega zmagovalca je britanski mornarici do konca vojne uspelo ohraniti taktično prednost saj je nemškim ladjam preprečila prebitje blokade. Prav ta blokada je leta 1918 v Nemčiji povzročila lakoto saj je le malo kateri trgovski ladji uspelo prebiti skozi in v Nemčijo pripeljati hrano in ostali življenjsko pomemben material.

### Rokavski preliv
Rokavski preliv je bil za oskrbo britanskih in francoskih čet v Franciji izrednega strateškega pomena. Ni pa bil izredno močno branjen zato bi ga nemško ladjevje brez večjih težav uporabilo za preboj na odprto morje, kar pa se do konca vojne nikoli ni zgodilo. Prišlo je le do manjših prask med britanskimi in nemškimi ladjami. So pa kanal na svojih lovskih pohodih okoli Britanskega otočja redno uporabljale nemške podmornice. Na začetku vojne je bil kanal izredno slabo branjen proti koncu vojne pa se je njegova obramba z uporabo min in povečanega števila patruljnih ladij vedno bolj povečevala.

### Atlantik
Medtem, ko je britanska mornarica blokirala nemško floto v Severnem morju so nemško podmornice blokirale Britansko otočje. Ker je bila Velika Britanija v tistem času zelo odvisna od pomorske trgovine je ta blokada zanjo pomenila pravo katastrofo. Po letu 1915 se je ta blokada še bolj stopnjevala, zavezniki so iz meseca v mesec imeli več potopljenih ladij žrtve podmornic pa so postale tudi ladje nevtralnih držav, kar je Nemčijo pripeljalo v spor z nekaterimi nevtralnimi državami. Najbolj odmevna je bila potopitev Lusitanie maja 1915. Prav ta potopitev je dala ZDA vzrok, do so v letu 1917 vstopile v vojno na strani zaveznikov. Tega leta so Nemcu v vodah okoli Britanskega otočja uvedli tudi neomejeno podmorniško vojno, ki je v Veliki Britaniji skoraj povzročila lakoto saj so Nemci potopili skoraj vsako četrto ladjo, ki jo Britanci zaradi preobremenitve industrije niso morali nadomestiti. Medtem pa je Nemčija splovila veliko novih podmornic. Z vstopom ZDA v vojno, 6. aprila 1917 se je položaj počasi izboljšal.
Zavezniki, ki sprva niso verjeli v moč podmornic so kmalu spremenili svoje mnenje in začeli razmišljati, kako bi se zaščitili. Prvi in najbolj učinkovit ukrep je bila uvedba ladijskih konvojev. Ti sprva niso bili varovani saj je zaveznikom kronično primanjkovalo spremljevalnih ladij, proti koncu vojne pa je uvedba konvojev prinesla želeni učinek saj se je število potopljenih ladij opazno zmanjšalo. Poleg konvojev so se posluževali še nekaterih metod, ki pa niso bile tako zelo učinkovite. Ena takih je bila uvedba lovcev na podmornice. To so bile oborožene trgovske ladje, ki so iskale podmornice pritem pa same dostikrat postale njene žrtve zaradi česar niso bile zelo učinkovito orožje. Kot zelo uporabna so v boju proti podmornicam izkazala letala in naprave za sledenja podmornicam. Daleč najbolj učinkovite pa so bile ladjedelnice, ki so izdelale več ladij kot pa so jih lahko podmornice potopile.
Do konca vojne se je razmerje med potopljenimi podmornicami in ladjami popolnoma spremenilo. Nemški upi, da bi izstradali Veliko Britanijo so se razblinili. Do konca vojne so zgradili 343 podmornic izgubili pa so jih 178.

### Sredozemsko morje
Med vojno je bilo Sredozemsko morje priča le maloštevilnim bitkam. Najmočnejšo mornarico centralnih sil na Sredozemskem morju je imela Avstro-Ogrska, ki je ob vstopu Italije v vojno postala blokirana v Jadranskem morju. Italijanska mornarica je ob pomoči francoske in britanske mornarice pri Otranstkih vratih skozi vso vojno izvajala bolj ali manj učinkovito blokada, ki je Avstro-Ogrskim ladjam preprečevala preboj v Sredozemsko morje. Majhna mornarica Otomanskega cesarstva se med vojno ni zapletala v spopade z zavezniškimi ladjami svoje operacije pa je omejila le na Črno morje. Največja pomorka operacija, ki se je odvijala na tem koncu sveta je bila pomorski napad na Dardanele in izkrcanje britanskih in zavezniških čet pri Galipoliju. Vrhunec te operacije pa je bil tudi mojstrsko izpeljan umik. Zaradi blokade ladij centralnih sil so tudi tukaj glavno breme boja prevzele avstrijske in nemške podmornice. Kljub blokadi centralnih sil pa je prišlo, do več manjših bitk v Jadranskem morju. Najbolj znane so bile: pomorski napad na Ancono in neuspeli napad na Drač. Kot eno večjih pomorskih operacij pa lahko štejem bolj ali manj urejeno evakuacijo srbske vojske na otok Krf, bitko pri Otrantu kjer je bila v nenavadnih okoliščinah potopljena ena izmed večjih Avstro-Ogrskih ladij, Szent Istvana in potopitev avstrijske ladje Viribus unitis v puljskem pristanišču.

### Črno morje
Na Črnem morju sta gospodovali predvsem ruska in turška mornarica. Rusko flota je bila v primerjavi s turško veliko močnejša saj je bila dosti večja in je imela tudi večje število sodobnih bojnih ladij. Ker je imela turška mornarica v uporabi relativno stare bojne so ji na pomoč priskočili Nemci, ki so Turkom leta 1914 v uporabo skupaj s posadkami in poveljniki predali dve novi križarki: SMS Goeben in SMS Breslau.
Ob vstopu Turčije v vojno, oktobra 1914 so turške ladje napadle več ruskih pristanišč in tam povzročile precej veliko škodo. Tekom vojne je prišlo le do manjših bitk, ki pa so se skoraj vedno končale z neodločenim rezultatom. Med temi bitkami se je kot zelo uporabna izkazala nemška križarka Goeben, ki je tekom vojne Rusom povzročala neštete preglavice. Njeno še večje angažiranje v bitkah pa so preprečevale številne okvare in ruske okrepitve. Rusi so svojo črnomorsko floto večinoma uporabljali za podporo kopenskim operacijam na Kavkazu. Avgusta 1916 pa so se lotili sistematičnega miniranja bosporske ožine in bolgarske obale ter tako turškim in ladjam centralnih sil preprečili izhod na odprto morje. Tako je Črno morje vse do oktobrske revolucije ostalo trdno v ruskih rokah.
Čeprav sta na Črnem morju gospodarili večinoma ruska in turška mornarica so v to morje, predvsem v času Dardanelske operacije, svoja plovila poslali tudi Britanci in Francozi. To so bile večinoma podmornice, ki so med svojim kratkim delovanjem potopile kar nekaj turških ladij pritem pa so imele tudi same nekaj izgub. Podmornice so se umaknile januarja 1916 po umiki zavezniških čez iz Galipolija.

### Ostala morja
V prvem letu vojne je imela Nemčija po svetovnih oceanih večje število križark in ostalih ladij. Te so ob izbruhu vojne poskušale motiti preskrbovalne poti proti Angliji. Največ problemov so Britancem povzročile nemške eskadra pod poveljstvom admirala Graf von Speeja. Lov na to skupino osmih križark je pripeljal do bitke pri Coronelu v kateri so bili Britanci poraženi. Križarke so nato nadaljevale svojo pot v Atlantik vendar so jih pri Falklandkih otokih prestregle britanske bojne ladje, kar je pripeljalo do bitke pri Falklandskih otokih v kateri so Nemci izgubili skoraj celotno eskadro.
Križarke, ki so nastopile posamično so imele več sreče. Največ uspeha je dosegla nemška lahka križarka Emdem. Tej se je z raznimi zvijačami posrečilo prelisičiti večje število ladij in jih potopiti. Napadla je tudi rezervoarje pri Madrasu in jih s topovskimi streli zažgala. 28. oktobra 1914 je nenadoma napadla pristanišče Penang, kjer je potopila rusko križarko Žemčug in francoski rušilec Mousquet. Z vseh strani jo je zasledovalo 15 oklepnih križark in končno jo je 9. novembra 1914 pri Kokosovih otokih našla avstralska križarka Sydney in jo potopila.
Veliko uspeha sta imeli tudi križarki Karlsruhe in Konigsberg. Prva je na Atlantiku potopila 16 ladij nato pa se je pri otoku Trinidad potopila v sumljivih okoliščinah. Križarka  Königsberg pa je delovala predvsem v vodah okoli Tanzanije kjer je imela tudi svoje oporišče. Potem, ko je potopila več trgovskih ladij in britansko križarko Pegasus, se je na begu pred močnimi zasledovalci zatekla zatekla v neraziskani zgornji tok reke Rufidži in se tam skrila v pragozd. Angleži so blokirali ustje reke niso pa se upali zapluti globlje v pragozd zato so na pomoč poklicali rečne monitorje z majhnim ugrezom in vodni letali, ki so nato skupaj uničili  Königsberg.
Na lov v oddaljene oceane je Nemčija poslala tudi pomožne križarke. To so bile oborožene trgovske ladje, ki so se zaradi svojega videza brez težav približale zavezniškim trgovskim ladjam in jih nato oplenile. Njihov nedolžen videz jim je dostikrat pomagal, da so se pod zastavami nevtralnih držav izmuznile zavezniški blokadi. Med temi križarkami so bile najbolj uspešne ladja Kronprinz Wilhelm, ki je potopila 14 trgovskih ladij, in nekdanji tovorni ladji Möwe z 22 potopljenimi ladjami in Wolf s 30 potopljenimi ladjami. Večina pomožnih križark je delovala v Atlantiku, kjer je bil plen zelo bogat nekatere pa so delovale tudi v vodah okoli Avstralije in Nove Zelandije kjer so med zavezniškimi ladjami povzročale veliko zmedo.

## Neomejena podmorniška vojna
Podmornica je bila na začetku vojne popolnoma novo orožje zato v mornaricah še ni bila popolnoma dobro uveljavljena. Ker nihče ni imel teoretičnih izkušenj z njeno uporabo so bili strategi prepričani, da je njena naloga napadati velike bojne ladje in jih s torpedi potapljati.
Izkušnje v prvih mesecih vojne so pokazale, da so podmornice prepočasne za napade na hitre bojne ladje, kljub temu, da je prišlo do večjega števila uspešnih napadov na britanske bojne ladje. Najbolj znan napad podmornice na bojno ladjo se je zgodil 22. septembra 1914, ko je podmornica U-9 v eni uri potopila kar tri britanske oklepne križarke: Aboukir, Ceressy in Hogue. Nekaj dni prej pa je U-21 potopila britansko bojno ladjo Pathfinder. Ista podmornica je spomladi 1915 v Sredozemlju potopila bojni ladji Majestic in Triumph.
Nemci so v vojno vstopili s tridesetimi podmornicami, kljub uspehom se to orožje v primerjavi z ostalimi operacijami ni prav dobro odneslo. Že v prvem obdobju vojne Nemci izgubili podmornice U-5, U-11 in U-18. Tako nihče ni vedel kaj z njimi narediti, vsi pa so se strinjali, da imajo izreden psihološki učinek saj nihče ni vedel kaj se skriva pod gladino morja. Največ podmornic so imeli Britanci, kar osemdeset. V nasprotju z Nemci, ki so podmornicam namenili napadalno vlogo so jih Britanci uporabljali za izvidniške naloge.
Ker je bila prva svetovna vojna, vojna izčrpavanja so vse vpletene strani za svojo nemoteno bojevanje potrebovale velike količini raznovrstnih surovin, ki so jih dobivale preko morja. Britanci so to hitro spoznali zato so nad Nemčijo s površinskimi ladjami izvajali popolno pomorsko blokada. Nemčija je isto hotela storiti z Anglijo le da s pomočjo podmornic. Tako je Nemčija 4. februarja 1915 razglasila blokado vseh obal britanskega otočja in obal zahodne Francije. 22. februarja pa so nemške podmornice dokončno dobile povelje za napad na zavezniške ladje. Sprva so napadi na trgovske ladje potekali po vseh mednarodnih predpisih z zaostrovanjem vojne pa so se ti predpisi začeli vedno manj uporabljati. Od začetka vojne do 30. septembra 1915 so podmornice potopile 431 tovornih ladij 300 pa so jih spustile. Sredi leta 1915 se je vojna razširila še na Sredozemsko morje. 
Med 1. oktobrom 1915 in 30. aprilom 1916 se je ulov podmornic še povečal, saj so te potopile 359 trgovskih ladij. Zaradi teh uspehov je nemška mornarica v ladjedelnicah naročila večje število novih podmornic.
Zaradi vse večjih izgub so zavezniki začeli ukrepati in trgovske ladje oborožili. Ko se je podmornica dvignila na površino so jo te zasule s topovskimi streli. Na tak način so Nemci izgubili kar nekaj podmornic, zato so podmorniško vojno še bolj zaostrili. Nova pravila so omogočala da podmornice napadejo trgovske ladje brez opozorila. Med 1. majem 1916 in 31. januarjem 1917 so podmornice potopile že kar 1152 zavezniških ladij. Kljub velikemu številu potopljenih ladij to zaenkrat še ni vplivalo na gospodarske razmeri na Britanskem otočju saj se je nemška pomorska blokada stopnjevala počasi zato so se zavezniki pravočasno pripravili nanjo. Med pripravo so sodile različne taktike (patrulje, konvoji, lovci na podmornice, oborožene trgovske ladje, Q-ladje, baraže,...) in naprave (globinska bomba in hidrofon). Najbolj učinkovit boj proti podmornicam so bili konvoji sestavljeni iz 20 do 50 trgovskih ladij, ki so jih varovale bojne ladje in lovci na podmornice. Konvoji so pluli cik-cak, vojne ladje pa so jih varovale s strani. Z njimi so nastopile hude težave saj kapitani trgovskih ladij niso bili vajeni pluti v skupinah in pod nadzorom vojaških ladij. Velik problem je predstavljala tudi hitrost konvoja saj so morale vse ladje pluti s tako hitrostjo kot pluje najpočasnejša ladja kar je konvoju po nepotrebnem zmanjševalo hitrost zaradi česar so bile ladje lahka tarča podmornic Prvi konvoj se je iz Amerike v Evropo odpravil 1. februarja 1917, ravno ko so Nemci razglasili neomejena podmorniška vojno. Ulov podmornic se je v trenutku zmanjša. Do konca vojne je bilo organiziranih 17.474 konvojev z 18.653 parnikov, med katerimi zaradi dobre organizacije in spremstva ni bila izgubljena niti ena sama ladja.
Neomejena podmorniška vojna je nemškim podmornicam omogočala, da so smele potopiti vse ladje v označenih vojnih področjih ne glede na njihovo zastavo in brez poprejšnjega opozorila. Začela se je t. i. prva bitka za Atlantik (druga bitka za Atlantik je potekala med drugo svetovno vojno). Angleške izgube so ponovno skokoviti napadlo, na Atlantiku in pred angleškimi pristanišči je prišlo do pravih pokolov. V prvi polovici leta 1917 so podmornice skupaj potopile 1.250.000 ton zavezniškega ladjevja, v drugi polovici leta pa že kar 1.500.000. Kar je pomenilo, da so podmornice potopile vsako četrto ladjo, ki je plula proti Evropi. Medtem pa so zaloge hrane in ostalega materiala v Angliji naglo upadale. Proti koncu leta se je Anglija znašla na robu propada. Z vstopom ZDA v vojno so se stvari le počasi začele normalizirati. V enajstih mesecih neomejene podmorniške vojn so Nemci potopili 2.566 zavezniških in nevtralnih trgovskih ladij. Zaradi tako velikega uspeha so v začetku leta 1918 povečali število podmornic vojno pa razširili še na področje okoli Azorov, Maderie in Kanarskih otokov. Potem pa je nenadoma prišlo do preobrata, 21. oktobra so Nemci nenadoma prekinili neomejeno podmorniško vojno, 11. novembra istega leta pa so bili prekinjeni vsi boji na morju. V tem času so je ulov podmornic ponovno drastično zmanjšal izgube med podmornicami pa so se začele zaradi novih orožij povečevati. Leta 1917 je Nemčija izgubila 63 podmornic v letu 1918 pa se je to število povzpelo na 69. Skupaj je v vonji izgubila 178 podmornic, skupaj z okoli 800 oficirji in 5000 mornarji. Zavezniki pa so zaradi podmornic in drugih vzrokov izgubili 15.000.000 brt ladij vendar so vojno zmagali saj jim je tekom nje uspelo sploviti 11.000.000 brt novih ladij.

## Konec nemške mornarice
Nezadovoljstvo zaradi razmer na fronti, gospodarske krize, politične krize in ruska revolucija je prodrlo tudi v nemško mornarico. 28. oktobra 1918 je prišlo do prvega odkritega upora. Povod za upor je bila namera admirala Scheera, da tik pred koncem vojne, za katero je bilo že očitno, da je izgubljena, mornarica izpluje v samomorilsko bitko z angleško mornarico. Upor je bil tako močen, da je operacija proti britanski mornarici v trenutku propadla, ladjevje pa se je vrnilo v svoji oporišči Kiel in Wilhemshaven.
Proti mornarici so bile v naslednjih dneh izvedene represalije, kar je 3. novembra 1918 privedlo do oboroženega spopada med mornarji in oficirji, ki so želeli zadušiti vstajo. Prišlo je do večjega števila mrtvih. Vodstvo mornarice je na pomoč poklicalo vojsko, ki pa se je v nasprotju s pričakovanji postavila na stran upornikov. Revolucijsko razpoloženje je zajelo vse, in 5. novembra je na vseh ladjah nemške vojne mornarice zavihrala rdeča zastava, ki je označevala začetek nemške revolucije. Poleg mornarice je revolucionarno vzdušje zajelo tudi druge rodove vojske, Nemčija se je znašla na robu prepada.
11. novembra 1918 je bilo sklenjeno premirje. Nemčija je morala antanti izročiti: 11 bojnih ladij, 5  težkih križark, 8 križark, 50 rušilcev in 114 podmornic. Za slovesno izročitev so določili angleško oporišče Scapa Flow. Nemško ladjevje pod poveljstvom Ludwiga Reuterja, je v spremstvu močnega oddelka angleških ladij 21. junija 1919 priplul pred Scapa Flow kjer je storilo še zadnje dejanje. Točno ob 11. uri in 20 minut so na vseh bojnih ladjah nemške mornarice posadke odprle ventile za poplavljanje. Nemško ladjevje se je začelo v trenutku potapljati, preden so Angleži ugotovili kaj se dogaja je bilo že prepozno. Celotno nemško ladjevje je v nekaj minutah izginilo v globinah Severnega morja. Medtem so se podmornice v skladu z navodili počasi vračale angleško bazo Harwick. Do 31. decembra 1918 so Nemci zaveznikom izročili vse podmornice. Nemška bojna flota je tako praktično nehala obstajati.